# Cassagnes-Bégonhès
 Cassagnes-Bégonhès  là một xã ở tỉnh Aveyron, thuộc vùng Occitanie ở miền nam nước Pháp.